# Congrès préhistoriques de France
Les Congrès préhistoriques de France (abrégé CPF) sont des congrès de Pré- et Protohistoire fondés en 1904 par la Société préhistorique française. Ils sont organisés par cette société savante depuis 1905,,. Établies avec une périodicité annuelle lors de leur création, les sessions des congrès ont été en moyenne espacées de quatre ans du milieu des années 1910 jusqu'au milieu des années 2010,.

## Historique

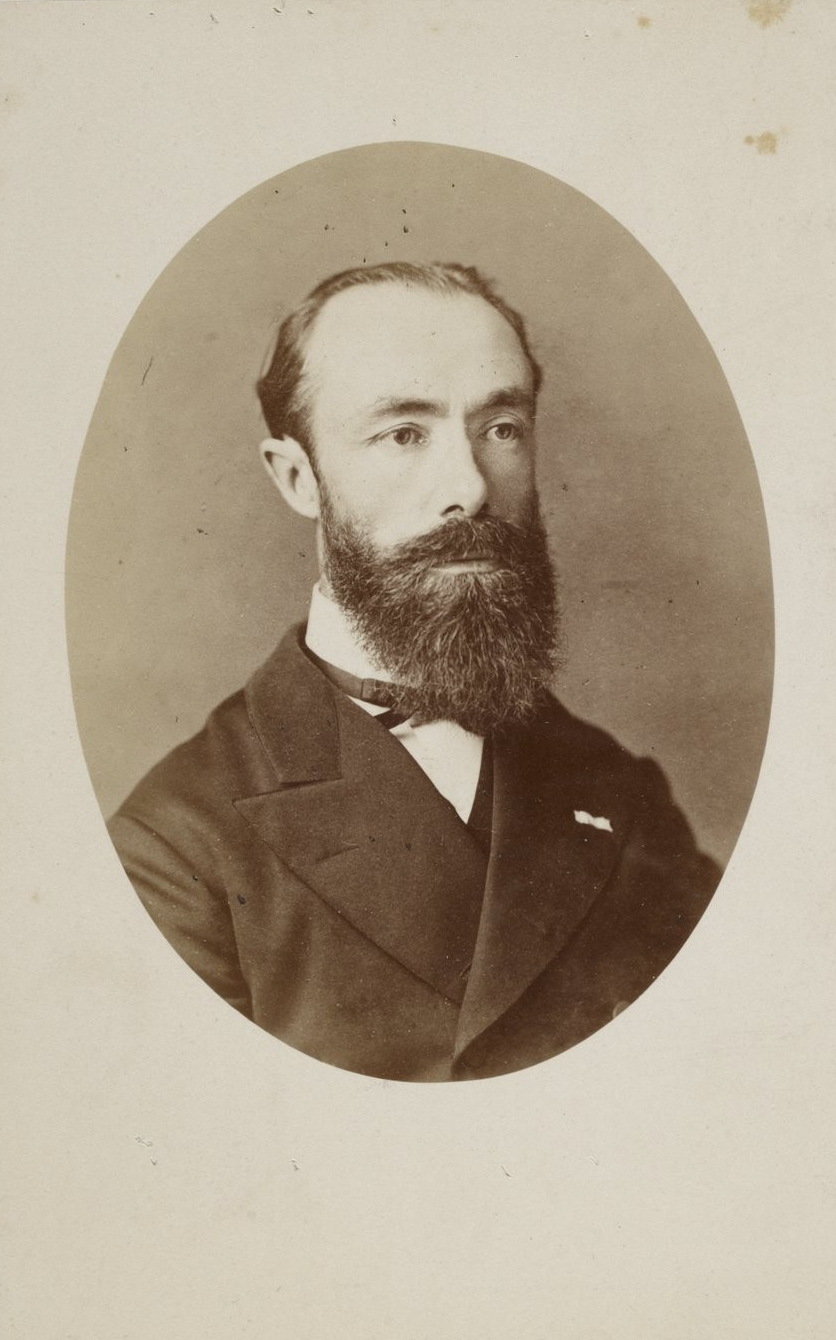
Émile Rivière, président de la Société préhistorique française et cofondateur des congrès préhistoriques de France.

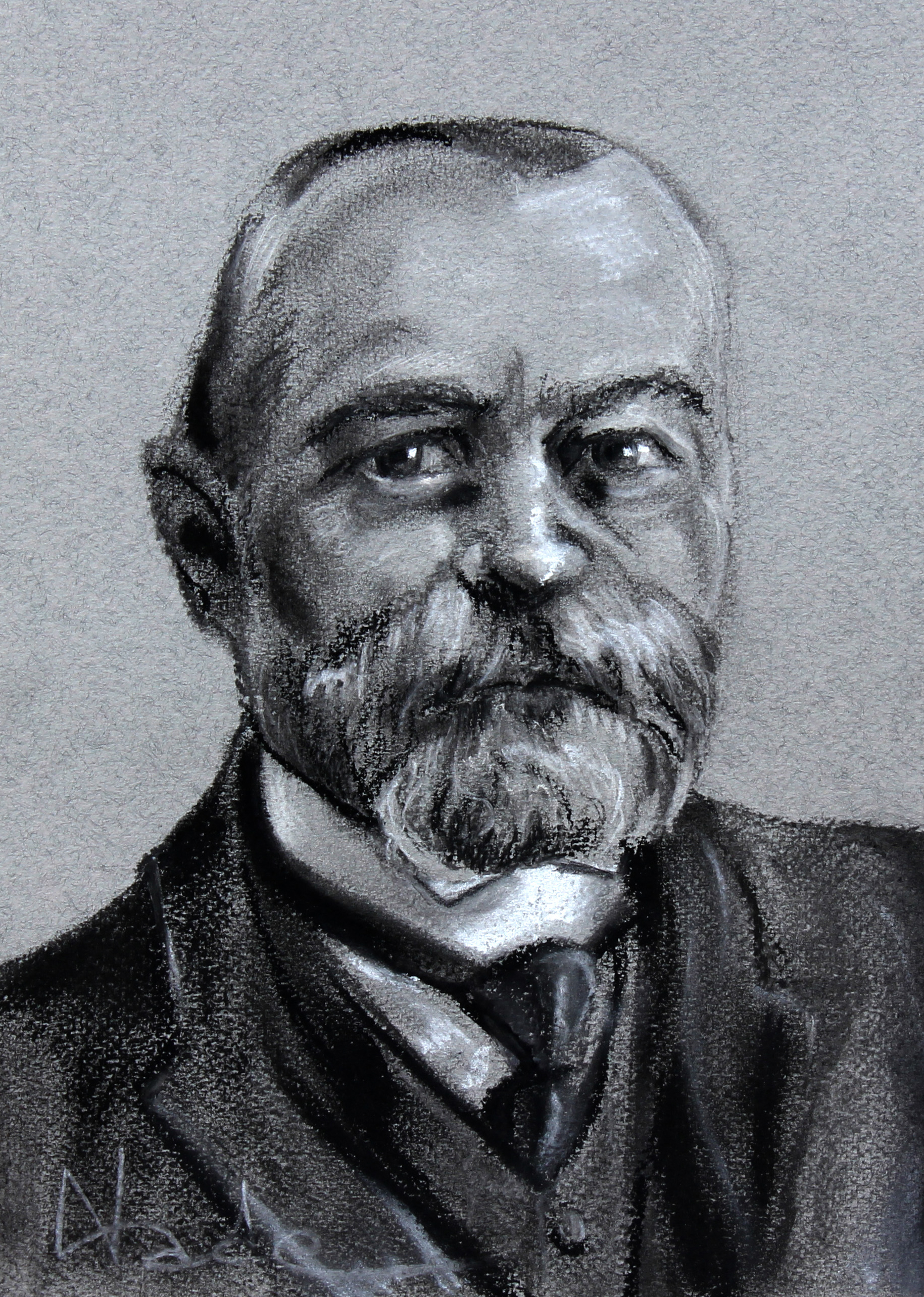
Marcel Baudouin, trésorier de la SPF et cofondateur des congrès préhistoriques de France.

Le projet d'organiser un congrès annuel dans une région française différente lors de chaque session a été initié et proposé par Émile Rivière et Marcel Baudouin, respectivement président et trésorier de la Société préhistorique française en 1904 et 1905. La décision de créer un « Congrès préhistorique national annuel » a été entérinée lors de la séance réglementaire de la SFP du 1er juin 1904, réunion à laquelle participe, entre autres, le préhistorien Adrien de Mortillet,. Le sommet scientifique est alors désigné sous les termes de Congrès préhistorique de France.
La première session se déroule en 1905, à Périgueux. Lors de cette première session, le 1er octobre, les membres de la SPF font état d'un pillage et d'une destruction de gisements stratigraphiques mis au jour au sein de la grotte de Liveyre, à Tursac, en Dordogne,. La restitution des séquences stratigraphiques de la grotte avaient été préparée en vue de la visite du site préhistorique par les congressistes de Périgueux,. Outre la visite de la grotte de Liveyre, les participants au 1er congrès effectuent également des excursions dans les sites de La Micoque, de la Laugerie-Haute, du Moustier et de la Madeleine.
En 1909, à l'appui d'Auguste Théodore Baudon, alors président de la SPF et député de l'Oise, le congrès préhistorique est basé à Beauvais. Sur les lieux, la coordination de la cinquième session est attribuée à la Société d'études historiques et scientifiques de l'Oise (SEHSO), dont huit membres font partie du comité locale d'organisation. 
Le 21 août 1910, lors de l'inauguration du sixième congrès, le Dr Edmond Chaumier expose des silex mis en évidence dans la région du Grand Pressigny. La présentation de ces pièces d'industrie lithique occasionne le projet d'un musée régional préhistorique, projet qui se matérialise par la fondation du musée de la Préhistoire du Grand-Pressigny. La Société archéologique de Touraine, par l'intermédiaire de Louis Dubreuil-Chambardel, alors secrétaire-adjoint de la société savante, est invitée à la sixième session. En outre, le président de la SAT est désigné vice-président du comité local du congrès préhistorique.
En juillet et août 1913, le neuvième congrès préhistorique, établi à Lons-le-Saunier, est marqué par les premières excursions en voiture de quelques vestiges archéologiques du pays lédonien, dont la visite de la grotte du Guérin, à Arlay, en date du 31 juillet et les tumuli du Crançot,,. Trois sites importants et récemment découverts reçoivent la visite des congressistes. Lors de cette neuvième session, trois membres de la SPF font également partie de la Société d'émulation du Jura : Léon Coutil, Edmond Hue et Armand Viré (président du congrès). Les travaux de Louis Abel Girardot, alors nommé président d'honneur du congrès, bénéficient d'une « reconnaissance scientifique ».
Avec les événements de la Première Guerre mondiale, les sessions de congrès s'interrompent en 1914, et ne reprennent qu'au début des années 1930. En 1931, le 10e congrès se déroule à Nîmes et à Avignon. Après le 12e congrès tenu à Toulouse et Foix en 1936, les sessions sont à nouveau interrompues durant la Seconde Guerre mondiale. La quatorzième session s'effectue quatorze ans plus tard, en 1950, à Paris.
En juillet 1956, la quinzième édition du congrès, basée à Angoulême et Poitiers, réunie près de 140 participants. Les congressistes représentent 15 nations différentes. Lors cette session, le président du congrès, Étienne Patte, reçoit le prêtre et préhistorien Henri Breuil dans la grotte de Rouffignac.
À partir de 1984, les thématiques traitées lors des congrès deviennent plus ciblées, tandis qu’auparavant, les sessions étaient centrées autour de sujets recouvrant toutes les périodes pré- et protohistoriques,.
Lors de la 25e session, en 2004, à l'occasion du centenaire de la fondation de la Société préhistorique française, les congressistes font apposer une plaque commémorative à l'intérieur de la grotte de Saint-Gervais (ou grotte de la Croupatière), un site préhistorique localisé dans la ville de Bonnieux au sein duquel les préhistoriens Paul Raymond, Émile Rivière, Marc Deydier, Anfos Martin, Albert Moirenc et Ivan Pranishnikoff projettent de créer la société savante en novembre 1903,,,,.

## Déroulement et objectifs

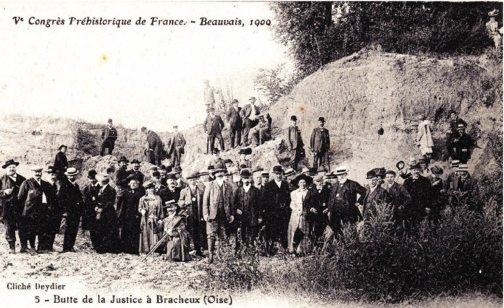
Visite de congressistes sur la butte de la Justice, à Bracheux, en 1909.

Les congrès préhistoriques de France ont « essentiellement pour fin de faciliter la connaissance des différents aspects régionaux des civilisations pré- et protohistoriques de la France ».
La création des congrès, au début du XXe siècle, est liée « aux études préhistoriques prenant chaque jour une importance de plus en plus grande, et le nombre de leurs adeptes (anthropologistes, archéologues, géologues et paléontologues) augmentant chaque jour aussi ».
Pour Max Vauthey, la forme « classique » d'un congrès est qu'il se déroule « dans une région particulièrement riche en vestiges préhistoriques et rassemble ses participants dans une ou deux villes bien équipées au point de vue hôtelier et universitaire, facilitant les séances de travail qui représentent l'activité essentielle du Congrès. Quelques excursions amènent les préhistoriens sur un certain nombre de sites majeurs, déjà bien connus, « nettoyés » ou « aménagés » pour la circonstance. ». En ce qui concerne les excursions, Loïc Casson souligne « les pratiques préhistoriques » des participants aux congrès.

## Récapitulatif des sessions
Les tableaux suivants présente la liste des sessions des Congrès préhistoriques de France, selon leurs dates, leurs lieux, leurs président de session et les thèmes qui ont été traités.

### De 1905 à 1913
| no   | Dates                               | Lieu(x)         | Président de session     | Thèmes traités | Illustration |
| no 1 | Du 26 septembre au 1er octobre 1905 | Périgueux       | Émile Rivière,           | Datation des gravures et peintures des grottes paléolithiques du Périgord ainsi que l'inventaire et l'analyse des sites d'occupation et d'artisanat néolithiques de cette région.                                                             |              |
| no 2 | Du 21 au 26 août 1906               | Vannes          | Adrien de Mortillet      | Le Paléolithique en Bretagne ; la signification des alignements mégalithiques et des menhirs ; l'étude générale des tumuli ; les gravures et sculpture sur les monuments mégalithiques et les pièces céramiques découvertes dans les dolmens, |              |
| no 3 | Du 12 au 18 août 1906               | Autun           | Adrien Guebhard,         | Les études et le classement des camps et des enceintes, l'« authenticité des pointes de flèche du Charolais » et l'« époque beuvraysienne »                                                                                                   |              |
| no 4 | Du 25 au 30 août 1908               | Chambéry        | Arthur Chervin,          | La datation des palafittes savoyards, la période paléolithique en Savoie et ses relations avec l'extension glaciaire alpine, l'époque néolithique dans le massif des alpes et les gravures rupestres sur bloc de pierre                       |              |
| no 5 | Du 26 au 31 juillet 1909            | Beauvais        | Auguste Théodore Baudon, | Les mines de silex de l'Oise, l'architectonique des constructions mégalithiques situées dans le bassin de la Seine et l'étude géologique et préhistorique des tourbières                                                                      |              |
| no 6 | Du 21 au 27 août 1910               | Tours           | Dr Ballet,               | Les silex et ateliers pressiniens et les monuments mégalithiques de Touraine. |              |
| no 7 | Du 6 au 12 août 1911                | Nîmes           | Armand Viré              | L'époque néolithique dans la région de la Provence, le site du Castellaras de la Malle ainsi que l'âge du cuivre et l'âge du bronze dans le département du Gard,                                                                              |              |
| no 8 | août 1912                           | Angoulême       | Léon Henri-Martin,       | « La Préhistoire du Quaternaire moyen », l'âge du cuivre en région Charente et les souterrains-refuges dans l'Ouest de la France |              |
| no 9 | novembre 1913                       | Lons-le-Saunier | Léon Coutil,             | Les palafittes d'époque néolithique du Jura (dont ceux de Clairvaux), les cachettes (en) de l'âge bronze dans le Jura et l'âge des tumuli situés dans cette région.                                                                           |              |
| ---- | ----------------------------------- | --------------- | ------------------------ | --- | ------------ |

### De 1931 à 1979
| no    | Dates                          | Lieu(x)                                           | Président de session     | Thèmes traités | Illustration |
| no 10 | Du 4 au 12 septembre 1931      | Avignon et Nîmes                                  | André Vayson de Pradenne | L'époque paléolithique au sein de la basse vallée du Rhône ; les différents faciès appartenant au Néolithique méditerranéen ; les dolmens, les allées couvertes et les grottes artificielles ; les carrières de silex et les ateliers de taille du silex au cours du Néolithique ; ainsi que les camps et les enceintes |              |
| no 11 | Du 16 au 22 septembre 1934     | Périgueux                                         | Félix Regnault           | L'époque du Paléolithique supérieur en région périgourdine, le Mésolithique et le Néolithique dans le département de la Dordogne ainsi que les grottes artificielles et les souterrains-refuges de la région. |              |
| no 12 | Du 13 au 20 septembre 1936     | Toulouse et Foix                                  | Gaston Doumergue         | Le Paléolithique inférieur dans la région Midi-Pyrénées, les terrasses de la Garonne et les roches quartzites qui les composent, l'art préhistorique, les périodes mésolithique et néolithique, ainsi que les grottes artificielles et les souterrains-refuges de la région,                                            |              |
| no 13 | Du 3 au 7 juillet 1950         | Paris                                             | Jacques Blanchard,       | |              |
| no 14 | Du 4 au 11 juillet 1953        | Strasbourg                                        | André Leroi-Gourhan      | |              |
| no 15 | Du 15 au 22 juillet 1956       | Poitiers et Angoulême                             | Étienne Patte,           | |              |
| no 16 | Du 28 août au 5 septembre 1959 | Monaco                                            | Louis Barral             | |              |
| no 17 | Du 4 au 15 septembre 1961      | Rennes - Bretagne                                 | Pierre-Roland Giot       | Le « Néolithique « occidental » et Néolithique des pays atlantiques » ; l'« âge du bronze de faciès atlantique » ; et les « relations entre les civilisations de l'âge du fer d'Ibérie, des Pyrénées, d'Aquitaine, d'Armorique et du Cornwall »                                                                         |              |
| no 18 | 1966                           | Ajaccio                                           | René Joffroy,            | |              |
| no 19 | Du 5 au 15 juillet 1969        | Auvergne (Roanne, Clermont-Ferrand et Puy de Dôme | Henri Delporte,          | |              |
| no 20 | Du 1er au 7 juillet 1974       | Provence (Marseille et Martigues)                 | Max Escalon de Fonton,   | |              |
| no 21 | Du 3 au 9 septembre 1979       | Cahors et Montauban                               | Jean Clottes             | Préhistoire de la région Midi-Pyrénées |              |
| ----- | ------------------------------ | ------------------------------------------------- | ------------------------ | --- | ------------ |

### De 1984 à nos jours
| no    | Dates                                   | Lieu(x)                | Président de session                                               | Thèmes traités | Illustration |
| no 22 | Du 4 septembre 1984 au 6 septembre 1984 | Lille                  | Henri Delporte et Gilles Gaucher                                   | La genèse des ensembles culturels du Bronze ancien dans les territoires situés autour de la Manche, l'évolution de ces ensembles au cours de l'âge du bronze ancien et moyen et les relations existant entre les ensembles atlantiques et l'ensemble « Rhin-Suisse-France orientale » durant le Bronze final, |              |
| no 23 | Du 3 au 7 novembre 1989                 | Paris (La Villette)    | Jean-Pierre Mohen                                                  | La vie aux temps préhistoriques |              |
| no 24 | Du 26 30 septembre 1994                 | Carcassonne            | Jean Guilaine                                                      | Les Civilisations Méditerranéennes, du Paléolithique supérieur à la fin du 1er âge du fer |              |
| no 25 | Du 24 au 26 novembre 2000               | Nanterre               | Daniel Mordant                                                     | « Approches fonctionnelles en Préhistoire », |              |
| no 26 | Du 21 au 25 septembre 2004              | Avignon et Bonnieux    | Jacques Évin                                                       | « Un siècle de construction du discours scientifique en Préhistoire », |              |
| no 27 | Du 31 mai au 5 juin 2010                | Bordeaux et Les Eyzies |                                                                    | « Transitions, ruptures et continuité en Préhistoire ». |              |
| no 28 | Du 30 mai au 4 juin 2016                | Beauvais               | Cyril Montoya, Jean-Pierre Fagnart, Jean-Luc Locht, Claude Mordant | Préhistoire de l'Europe du Nord-Ouest : mobilités, climats et entités culturelles, |              |
| no 29 | Du 31 mai au 4 juin 2021                | Toulouse               |                                                                    | Hiatus, lacunes et absences : identifier et interpréter les vides archéologiques, |              |
| ----- | --------------------------------------- | ---------------------- | ------------------------------------------------------------------ | --- | ------------ |

## Pour approfondir